# 靳文翰
靳文翰（1913年—2004年），男，河南开封人，中国历史学家，曾任复旦大学教授，中国世界现代史研究会理事长，中国政治学会顾问。

## 家庭
父亲靳志。